# Никодим (Шатунов)
Архимандрит Никодим (в миру Николай Андреевич Шатунов; ок. 1859, деревня Злобино, Вятский уезд, Вятская губерния — после 1921) — священник Русской православной церкви.

## Биография
Родился в деревне Злобино Вятского уезда Вятской губернии (ныне Кирово-Чепецкий район Кировской области) в крестьянской семье.
Будучи крестьянином, учился лишь в сельском приходском училище. Но, имея способности и усердие, вскоре сам стал преподавать в монастырской школе при Успенском Трифоновом монастыре. Пострижен в монашество. Рукоположен во иеромонаха. Был возведён в сан игумена. В 1895 году стал заведующим школы при Успенском Трифоновом монастыре.
В 1908 году его попечением и на его средства в его родной деревне Злобино была построена деревянная церковь на каменном фундаменте с колокольней во имя преподобного Трифона Вятского Чудотворца и святых Флора и Лавра. С появлением церкви Злобино стало называться селом Боголюбским.
С 1909 года — настоятель Московского Высоко-Петровского монастыря в сане архимандрита. Пробыл настоятелем монастыря до его закрытия советской властью в 1918 году.
Живя в Москве, не перестал заботиться о построенном им храме в родном селе: снабжал его всевозможной утварью, богатой ризницей, дорогими иконами, выстроил дом со службами для причта. В 1913 году в честь 300-летия Дома Романовых выразил желание построить в селе Боголюбском каменный храм, а также пожертвовать в местную церковь святыни — иконы святых Пантелеимона и Георгия Победоносца с частицами их мощей. Каменный храм не был построен, но иконы были привезены на вятскую землю: 11 августа 1913 года крестным ходом в составе причта и едва ли не всего злобинского прихода от ст. Просница, куда прибыл архимандрит Никодим со святыми дарами, святые иконы были доставлены к месту назначения. Перед отчим домом архимандрита Никодима была совершена лития.
После продолжал проживать в Высоко-Петровском монастыре по адресу ул. Петровка д.28/2, кв.31. Арестован 27 декабря 1919 года. 9 января 1920 года дело было прекращено. 3 ноября 1920 года арестован повторно. 3 декабря того же года приговорён к высылке в Аргангельск на 1 год.
В литературе упоминается, что в 1923 или в 1924 году он стал епископом Барнаульским, а в 1925 году был арестован и 15-25 ноября 1925 года в Барнауле проходил по «сорокинскому делу», в ходе которого был приговорён к длительному сроку заключения. Однако эта информация возникла из-за того что, архимандрит Никодим был перепутан с архимандритом Никодимом (Воскресенским).